# Leuchtturm von Ouistreham
Der Leuchtturm von Ouistreham (französisch: Phare de Ouistreham) ist ein zylindrischer Turm auf dem Festland nahe Ouistreham auf der französischen Seite des Ärmelkanals. Er steht im Bereich der Mündung der Orne, genauer: an der Meeresschleuse des rund 15 Kilometer langen Canal de Caen à la Mer.
Der Leuchtturm an der Côte Fleurie ist 38 Meter hoch und weiß, im oberen Segment rot angestrichen. Seine Leuchtweite beträgt 16 Seemeilen. Er ging 1905 in Betrieb und ersetzte einen 13 Meter hohen Vorgängerturm aus dem Jahr 1886.
Bis zur Plattform des Leuchtturms müssen 171 Granitstufen bewältigt werden. Der Turm ist mit einer 650-Watt-Halogenlampe ausgestattet und arbeitet seit 1993 vollautomatisch. Die ehemalige Arbeitswohnung der Leuchtturmwärter kann wie der gesamte Bereich um den Turm von Touristen besichtigt werden.
Zur Hundertjahrfeier im Sommer 2005 wurden an der Turmbasis Leuchteffekte installiert. Mit dem wechselnden Stand des Wassers – der Tidenhub an der Küste der Normandie ist besonders hoch – wechselt die Lichtfarbe von Blau bei Flut bis Weiß bei Ebbe.